# 比俄關係

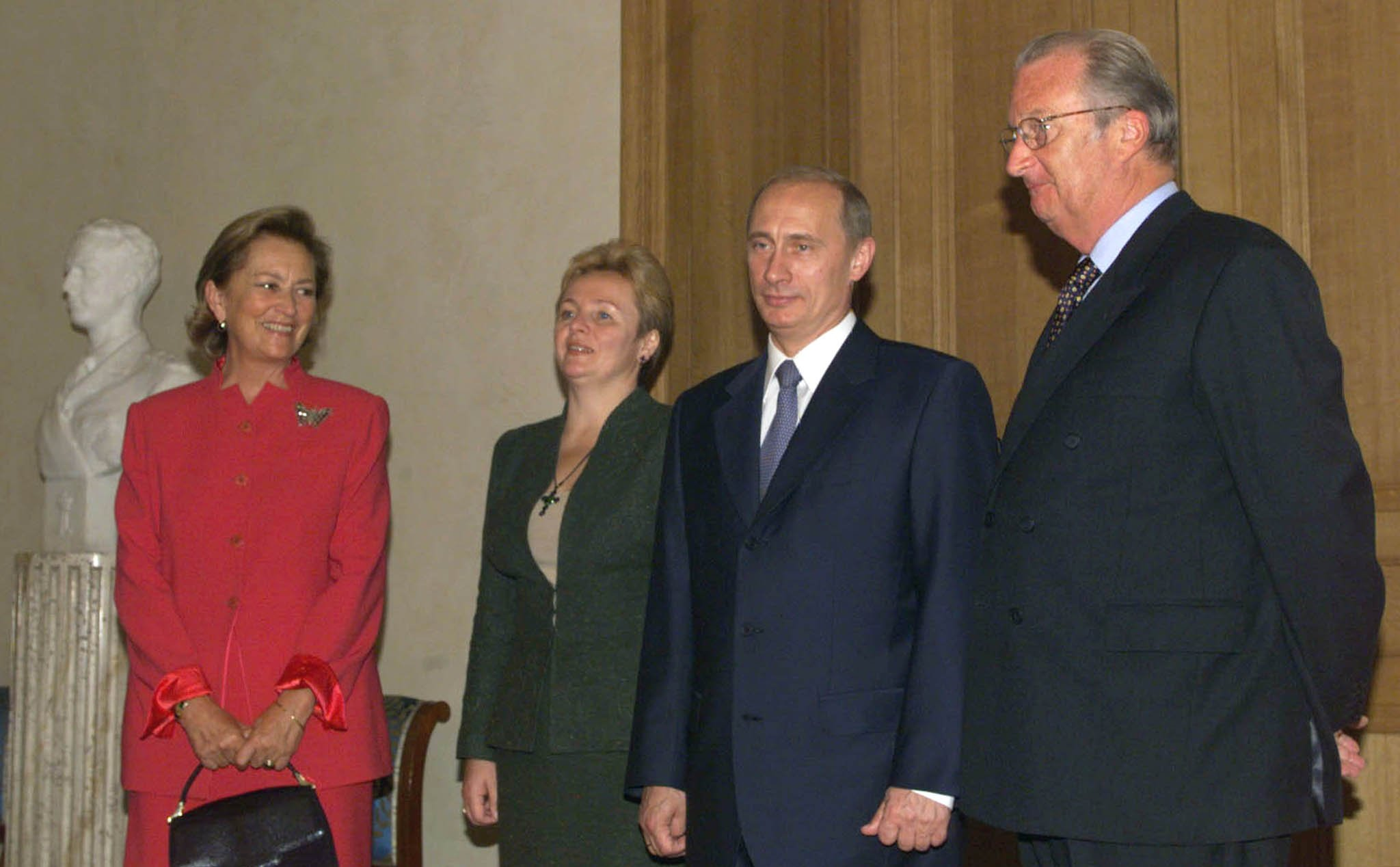
俄羅斯總統普京（右二）和比利時國王阿爾貝二世（右一），攝於2001年布魯塞爾

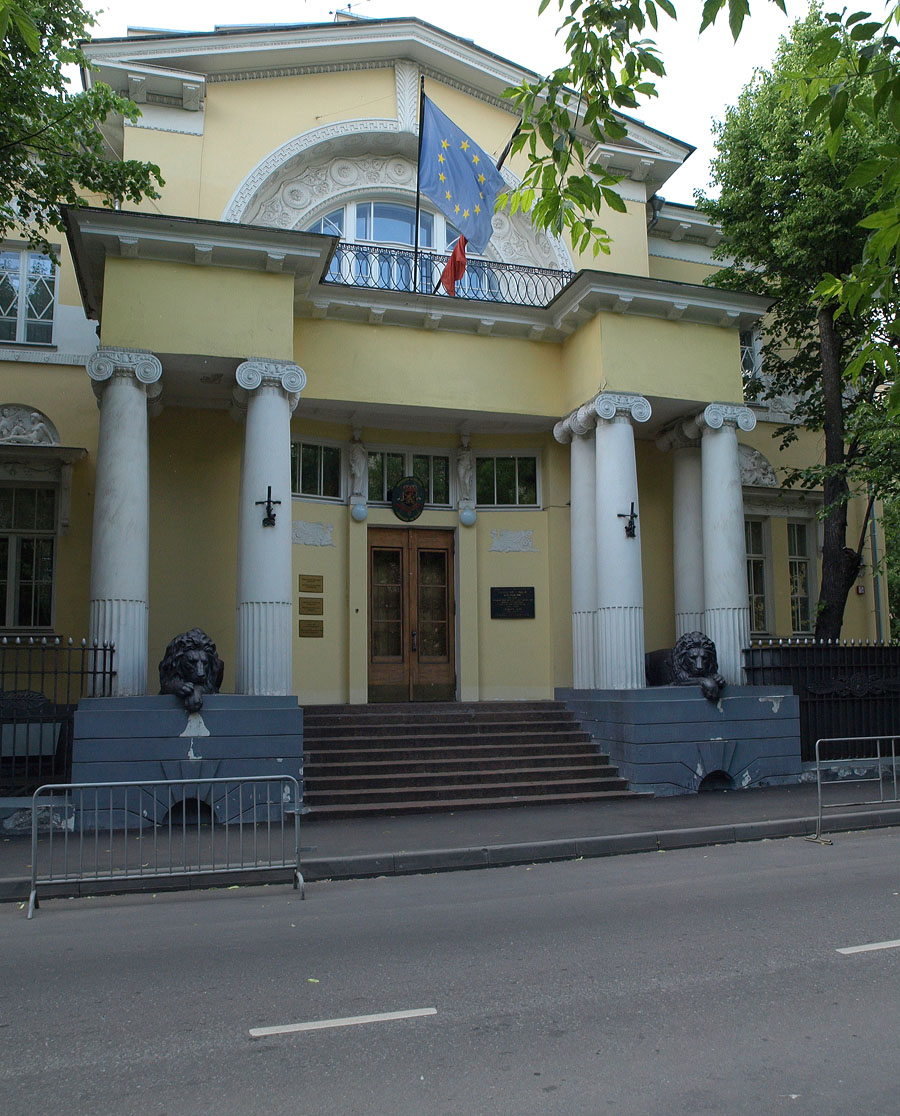
比利時駐俄羅斯大使館

比利時－俄羅斯關係，是指俄羅斯聯邦和比利時王國之間的雙邊關係。俄羅斯在比利時首都布魯塞爾設有大使館，又在安特衛普設領事館，而比利時則在莫斯科設有大使館並在聖彼得堡設有領事館。兩國皆是歐洲安全與合作組織的正式成員。

## 歷史
早於18世紀初，比利時和俄羅斯之間已經有高層來往：彼得大帝在1717年荷蘭南部進行訪問，其間他到訪了比利時的城鎮－布魯塞爾、阿亨以及斯帕。為了留下他的標記，彼得大帝在斯帕建了一座設有門廊的建築物，這座建築物後來被當地人命名為法語：，羅馬化：Pouhon Pierre-le-Grand以紀念他。比利時和俄羅斯帝國在1853年建立了正式外交關係，而俄羅斯帝國外交官Mikhail Irineyevich Khreptovich於1853年3月19日被任命為俄羅斯帝國駐布魯塞爾的第一特使。

## 經貿關係
於2004年，比利時和俄羅斯兩國貿易總額共4.75十億€之間的，同比上年同期增長了11.8億歐元。俄羅斯出口到比利時的主要商品包括礦物質（37％）、寶石及半寶石（22％）、黑色金屬和有色金屬（17％）及化工產品（8％）；比利時出口到俄羅斯的商品則有工業設備（25％）、化工產品及醫藥（18％）、塑料製品和橡膠（9％）、食品（8％）和運輸器具（8％）。2004年，比利時從俄羅斯進口的石油和天然氣約佔進口量的30％；兩國之間亦有抵達對方國家首都（俄罗斯首都為莫斯科，比利时首都則為布魯塞爾）的航班，它們是由俄羅斯航空和布魯塞爾航空公司負責運作。

## 外部連結
- 俄羅斯駐布魯塞爾大使館
- 俄羅斯駐安特衞普總領事館
- 比利時駐莫斯科大使館 （页面存档备份，存于）